# Heriades laosellus
Heriades laosellus är en biart som beskrevs av Cockerell 1929. Heriades laosellus ingår i släktet väggbin, och familjen buksamlarbin. Inga underarter finns listade i Catalogue of Life.